# Formula Renault 2000 Masters 2003
Formula Renault 2000 Masters 2003 vanns av Esteban Guerrieri.

## Slutställning
| Plats | Förare              | Poäng |
| ----- | ------------------- | ----- |
| 1     | Esteban Guerrieri   | 124   |
| 2     | Robert Schlünssen   | 88    |
| 3     | Simon Pagenaud      | 86    |
| 4     | Paul Meijer         | 84    |
| 5     | Ryan Sharp          | 78    |
| 6     | Giedo van der Garde | 72    |